# Robert McCulloch
Robert Paxton McCulloch (* 11. Mai 1911 in St. Louis, Missouri; † 25. Februar 1977 in Los Angeles, Kalifornien) war ein US-amerikanischer Unternehmer. Bekannt wurde er als Hersteller der McCulloch-Kettensägen und mit dem Erwerb der London Bridge, die er in der von ihm gegründeten Stadt Lake Havasu City, Arizona, wieder aufbauen ließ.

## Biographie
Sein Großvater, John I. Beggs, begründete das Familienvermögen durch die weltweite Errichtung von Thomas Edisons Elektrizitätswerken in Städten, durch die Herstellung von Straßenbahnen und als Gründer der Stadtwerke von Milwaukee. McCulloch erbte gemeinsam mit seinen beiden Geschwistern das Vermögen seines Großvaters im Jahr 1925.
McCulloch machte seinen Abschluss an der Stanford University. Er heiratete Barbra Ann Briggs, deren Vater Stephen Foster Briggs von Briggs & Stratton war. Sein erstes Engagement als Unternehmer war die McCulloch Engineering Company mit Standort in Milwaukee, Wisconsin. Dort fertigte er Rennwagen und Kompressoren. In den frühen 1930er Jahren verkaufte er die Firma für 1 Million US-Dollar an BorgWarner.
McCulloch gründete anschließend McCulloch Aviation, die er im Jahr 1946 in McCulloch Motors Corporation umbenannte, die Firma produzierte kleine Verbrennungsmotoren.

## Kettensägen
McCulloch etablierte sich auf dem Nischenmarkt für Kettensägen. Die erste Kettensäge, die seinen Namen trug, wurde im Jahr 1948 hergestellt. Sie wurde zum Baumfällen verwendet, aber auch, um aus gefrorenen Seen große Eisblöcke herauszusägen. Im folgenden Jahr revolutionierte McCulloch den Markt mit der ersten leichten Ein-Mann-Motorsäge.
In den 1950er Jahren gründete er die McCulloch Oil Corporation, die sich mit der Öl- und Gas-Exploration sowie der Landentwicklung und der Geothermalenergie befasste.
Trotz der marktführenden Stellung seines Wettbewerbers Evinrude befasst sich McCulloch Motors in der nächsten Dekade weiterhin mit Bootsmotoren. Die Suche nach einem geeigneten Testgelände führte ihn an den Lake Havasu. McCulloch erwarb 14 Quadratkilometer Land am Ufer bei Pittsburgh Point. Im Jahr 1963 schließlich kaufte er ein bis dahin unbebautes Stück Wüste, das später Lake Havasu City werden sollte, zu diesem Zeitpunkt war dies der bis dahin größte Einzellanderwerb in Arizona, die Kosten pro Acre lagen bei unter 75 US-Dollar.
Um das Wachstum der neugegründeten Stadt zu initiieren, eröffnete McCulloch im Jahr 1964 dort ein Werk für die Herstellung von Kettensägen, innerhalb von zwei Jahren wurden daraus drei Werke mit etwa 400 Mitarbeitern.
Heute gehört die Marke McCulloch, unter der neben Kettensägen auch weitere Motorgeräte für den Garten angeboten werden, zur schwedischen Husqvarna-Gruppe.

## Erwerb der London Bridge
Im Jahr 1968 war McCulloch auf der Suche nach einer einzigartigen Attraktion für seine Stadt, die ihn nach London führte. In den frühen 1960er Jahren wurde deutlich, dass die 1831 von John Rennie senior erbaute London Bridge langsam in die Themse versinken würde. Die Stadtverwaltung von London hatte entschieden, dass eine neue Brücke gebaut werden sollte. Statt die bestehende Brücke abzureißen, wurde beschlossen, diese zu versteigern.
Als McCulloch sein Gebot für die Versteigerung platzierte, verdoppelte er die geschätzten Kosten für einen Abriss des Bauwerks, die mit 1,2 Millionen US-Dollar veranschlagt waren, daraus resultierte der Preis in Höhe von 2,4 Millionen US-Dollar, dazu addierte er 60.000 US-Dollar, je eintausend Dollar für jedes Jahr seines Lebensalters zum veranschlagten Zeitpunkt, zu dem die Brücke wieder aufgebaut sein würde. Dieses Gebot brachte ihm den Zuschlag; es gab kaum Mitbieter.

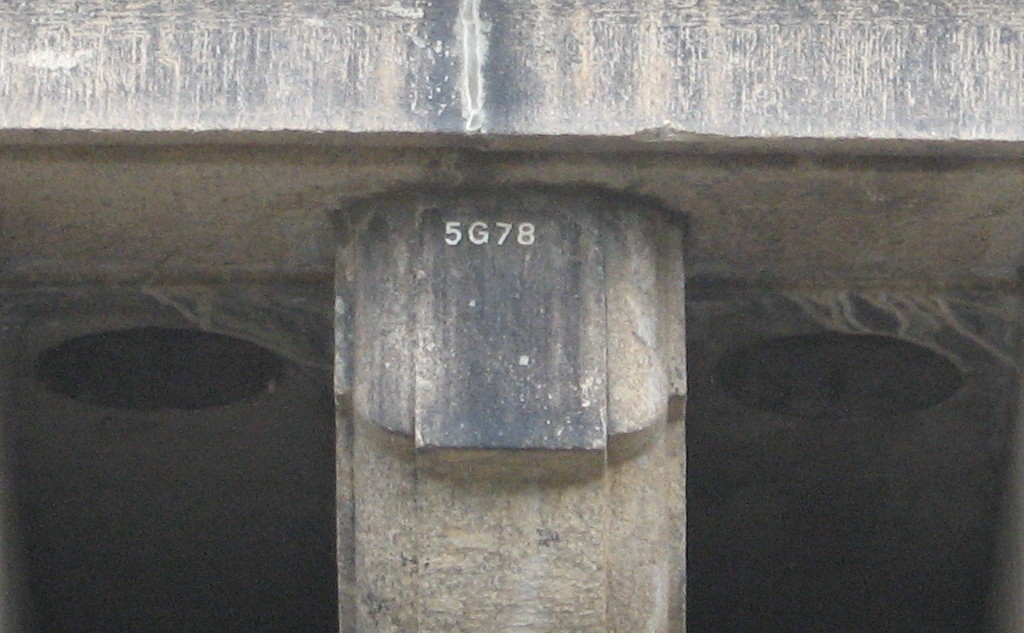
Noch heute sind die nummerierten Steine an der London Bridge in Lake Havasu City zu sehen

Es dauerte drei Jahre, bis das Projekt vollendet war. Das Bauwerk wurde Stück für Stück abgetragen, jedes Teil wurde markiert.
Die Granitblöcke wurden zunächst an den Surrey Commercial Docks gelagert und dann über den Panamakanal nach Long Beach (Kalifornien) verschifft. Von dort wurden sie per Lastwagen weitere rund 500 Kilometer über die Straße transportiert. Die Brücke wurde exakt nach den nummerierten Markierungen wieder aufgebaut. Wüstensand wurde unter den Bögen der Brücke aufgeschichtet, um sie während des Aufbaus zu stützen.
Die wiederaufgebaute Attraktion wurde am 10. Oktober 1971 mit einer großen Feier offiziell eingeweiht, an der auch der Lord Mayor of London teilnahm.
Mit dem Erwerb der Brücke beschleunigte McCulloch seinen Entwicklungsplan, indem er die Anzahl der Flugverbindungen in die Stadt erhöhte. Zu diesem Zeitpunkt befand sich der Flughafen auf einer Insel. Die kostenlosen Flüge nach Lake Havasu dauerten bis 1978 an. Es wurde berichtet, dass in dieser Zeit insgesamt 2.702 Flüge stattfanden, mit denen 37.000 potentielle Käufer eingeflogen wurden.
Ein populäres Gerücht besagt, dass McCulloch irrtümlich annahm, er würde die wesentlich imposantere Tower Bridge kaufen. Das London Council hat seinerzeit eine intensive Vermarktung betrieben, um die London Bridge international zum Kauf anzubieten. Ivan Luckin, der als Ratsmitglied den Verkauf der Brücke betrieb, hat immer betont, dass er ehrlich verhandelt habe.

## Weltrekorde
- Weltgrößte Antiquität – Die London Bridge, Lake Havasu City, Arizona[3]
- Weltgrößtes Wasserspiel – Fountain Hills, Arizona[4][5]

## Firmengründungen
- McCulloch Motors Corporation
- McCulloch Aircraft Corporation
- McCulloch Oil
- McCulloch Properties
- Paxton Automotive

## Stadtgründungen
- Lake Havasu City, Arizona
- Fountain Hills, Arizona
- Pueblo West, Colorado
- Spring Creek, Nevada